# 北倉集中營
北倉集中營是在朝鲜的政治犯勞改營，其正式名稱是北倉第十八號管理所，又名北倉政治犯收容所。集中營位於平安南道北倉郡及得將地區，大同江畔，與另一价川集中營隔江相望。
根據高官脫北者黃長燁的記述，北倉集中營是朝鲜最早的集中營之一，在1958年就已建立，用以隔離政治不可靠的人物，並迫使其參與高強高危勞動。營中至少包含五座煤礦，一座水泥廠及其它加工廠。。